# Tõrremäe
Tõrremäe är en ort i Estland. Den ligger i Rakvere kommun och landskapet Lääne-Virumaa, i den centrala delen av landet, 90 km öster om huvudstaden Tallinn. Tõrremäe ligger 80 meter över havet och antalet invånare är 172.
Terrängen runt Tõrremäe är platt. Runt Tõrremäe är det tätbefolkat, med 913 invånare per kvadratkilometer. Närmaste större samhälle är Rakvere, 2,4 km sydost om Tõrremäe. Omgivningarna runt Tõrremäe är en mosaik av jordbruksmark och naturlig växtlighet.